# Los tres maestros de Jiangdong
Los Tres maestros de Jiangdong (en chino tradicional, 江東三大家; en chino simplificado, 江东三大家) fueron un grupo de literatos chinos que vivieron y escribieron durante la transición entre las dinastías Ming y Qing.
Fueron Gong Dingzi, Wu Weiye y Qian Qianyi. Son famosos por revivir el estilo Ci de la poesía china clásica.